# Tan Zhenlin

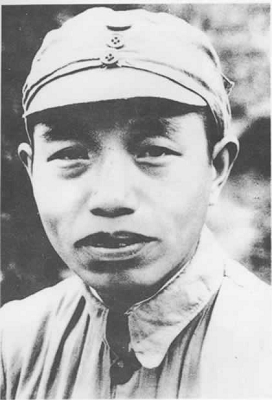
Tan Zhenlin

Tan Zhenlin (chinesisch 譚震林, Pinyin Tán Zhènlín) (* 1902; † 1983) war ein politischer Kommissar der chinesischen Volksbefreiungsarmee während des Chinesischen Bürgerkriegs und später ein Politiker der Kommunistischen Partei Chinas.
Tan Zhenlin wurde in You (Zhuzhou) (攸县), Hunan geboren. Er schloss sich der Kommunistischen Partei 1926 an und nahm am Chinesischen Bürgerkrieg ab Ende der 1920er Jahre teil. 1949 wurde er zum ersten stellvertretenden politischen Kommissar der Dritten Armee der Volksbefreiungsarmee.
Tan Zhenlin war Mitglied des 8. (1956–1969), 10. (1973–1977) und 11. (1977–1982) Zentralkomitees der Kommunistischen Partei. Er diente als Stellvertretender Vorsitzender des 4. und 5. Ständigen Ausschusses des Nationalen Volkskongresses (1975–1978, 1978–1983). Während der Zeit des Großen Sprunges nach vorn war er wesentlich beteiligt, die ehrgeizigen Produktionsziele durchzusetzen. Im Frühjahr 1958 drohte er beispielsweise Zhou Yhiaozhou, Führer der Provinz Hunan, ihn auf Grund der niedrigen Planzahlen als Rechtsabweicher einzustufen, sollte dieser die erwarteten Ernteerträge nicht nach oben anpassen.